# Anksa
Anksa là một thị trấn thống kê (census town) của quận Barddhaman thuộc bang Tây Bengal, Ấn Độ.

## Nhân khẩu
Theo điều tra dân số năm 2001 của Ấn Độ, Anksa có dân số 16.528 người. Phái nam chiếm 52% tổng số dân và phái nữ chiếm 48%. Anksa có tỷ lệ 69% biết đọc biết viết, cao hơn tỷ lệ trung bình toàn quốc là 59,5%: tỷ lệ cho phái nam là 76%, và tỷ lệ cho phái nữ là 61%. Tại Anksa, 12% dân số nhỏ hơn 6 tuổi.